# Karlo Černic
Karlo Černic, slovenski učitelj, politik in urednik, * 27. februar 1946, Doberdob.

## Življenje in delo
Rodil se je v družini kovinarja Karla in gospodinje Cecilije Černic rojene Lavrenčič. Osnovno šolo je obiskoval v rojstnem kraju (1952-1957), nižjo srednjo šolo v Gorici (1957-1960), kjer je 1967 maturiral na klasičnem liceju. Diplomiral je 1974 na filozofski fakulteti tržaške Univerze. Od 1973 je služboval na slovenskih višjih srednjih šolah v Gorici, kjer je poučeval filozofijo in zgodovino. Ko je bil študent je bil leta 1971 med ustanovitelji gibanja Matija Gubec in istoimenskega lista, v letih 1973−1974 pa občasni sodelavec ciklostilnega časopisa Rosso v Tržiču in 1980 Punto Rosso v Gorici. Bil je tudi med ustanovitelji knjižne zadruge Incontro-Srečanja v Gorici, njen prvi predsednik (1974-1976) in njen odbornik do prenehanja delovanja v začetku 80-tih let. V letih 1976−1977 je sodeloval pri Državnem inštitutu za zgodovino osvobodilnega gibanja v Trstu ob zbiranju gradiva za knjigo Nazionalisimo e neofascismo nella  lotta politica al confine orientale 1945-1975, ki je izšla leta 1977. Leta 1982 je uredil Svet brez sovraštva, dvojezično antologijo slovenskih, italijanskih in furlanskih književnikov. Na deželnih volitvah 1988 je kandidiral za poslanca na listi Proletarske demokracije. Ob petdesetletnici konca 2. svetovne vojne je napisal knjigo Nočemo pozabiti. (COBISS) Leta 1992 je v Gorici postal predsednik Združenja slovenskih dijaških domov Simon Gregorčič.